# Orientozeuzera
Orientozeuzera is een geslacht van vlinders uit de familie van de houtboorders (Cossidae). De wetenschappelijke naam is voor het eerst gepubliceerd in 2011 door Roman Viktorovitsj Jakovlev.
De soorten van dit geslacht komen voor in het Oriëntaals- en Australaziatisch gebied en Japan.

## Soorten
- Orientozeuzera aeglospila (Turner, 1915)
- Orientozeuzera brechlini Yakovlev, 2011
- Orientozeuzera caudata (Joicey & Talbot, 1916)
- Orientozeuzera celebensis (Roepke, 1957)
- Orientozeuzera halmahera Yakovlev, 2011
- Orientozeuzera martinii Yakovlev & Witt, 2015
- Orientozeuzera meyi Yakovlev, 2011
- Orientozeuzera postexcisa (Hampson, 1893)
- Orientozeuzera quieta (Turner, 1932)
- Orientozeuzera rhabdota (Jordan, 1932)
- Orientozeuzera roepkei Yakovlev, 2011
- Orientozeuzera shiva Yakovlev, 2011
- Orientozeuzera sympatrica Yakovlev, 2011